# 聖抹大拉的馬利亞伯蒙德賽堂

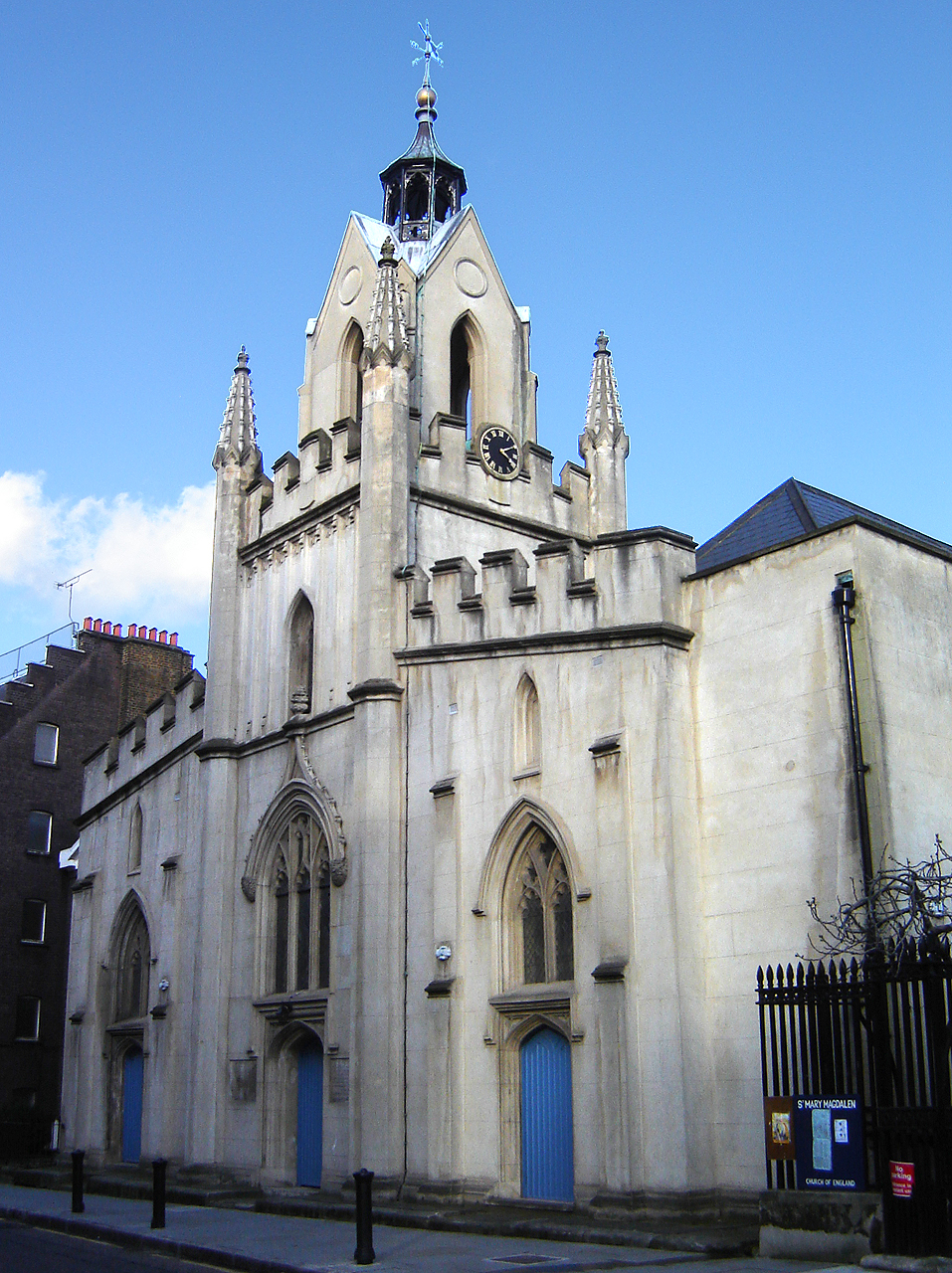

聖抹大拉的馬利亞伯蒙德賽（St Mary Magdalen Bermondsey）是英國倫敦的一座教堂，奉獻給抹大拉的馬利亞。這座教堂位於南華克區。現在的教堂建築修建於17世紀，是II*級登錄建築。

## 外部連結
- Parish homepage （页面存档备份，存于）
- London Metropolitan Archives
- Philips, G.W. . London: J. Unwin. 1841.